# Бельмонте, Хуан
Хуан Бельмонте Гарсия (14 апреля 1892, Севилья, Испания — 8 апреля 1962, Утрера) — испанский матадор, один из самых известных матадоров своего времени и, как и его соперник Хоселито, считающийся совершившим революцию в искусстве корриды в начале XX века.

## Биография
Бросил школу в возрасте 8 лет, начал заниматься корридой в 1908 году, профессиональным тореадором стал в 1910 году, убив своего первого быка 24 июля того же года; уходил в отставку в 1922 и 1934 годах, окончательно сделал это в 1935 году, занявшись после этого разведением боевых быков на собственном ранчо. Считается, что именно он в 1914 году первым стал применять новую тактику в корриде, которая заключалась в том, чтобы стоять на месте и подпускать быка к себе на опасно близкое расстояние, после чего обманными ловкими движениями препятствовать быку ранить себя.
В 1919 году установил рекорд, убив за сезон 109 быков, который оставался непревзойдённым до 1965 года. Известен своим соперничеством с другим выдающимся тореадором начала XX века, Хоселито, продолжавшимся до гибели последнего на арене в 1920 году. Несколько раз получал серьёзные раны. Застрелился в 1962 году, узнав что болен раком лёгкого. Похоронен на кладбище Сан-Фернандо в Севилье.
В 1935 году после выхода в отставку написал автобиографию, ставшую бестселлером и переведённую на английский язык в 1937 году. Был близким другом американского писателя Эрнеста Хемингуэя, который вывел его образ в двух своих романах — «Смерть после полудня» и «И восходит солнце». 5 января 1925 года появился на обложке журнала Time. Поэт Херардо Диего посвятил ему одну из своих од. В Севилье, рядом с которой он родился, в 1972 году в его честь воздвигнут памятник.